# Serie Mundial de 1966
La Serie Mundial de 1966 fue disputada entre Baltimore Orioles y Los Angeles Dodgers.
Los Baltimore Orioles resultaron ganadores al vencer en la serie por 4 partidos a 0.

## Desarrollo

### Juego 1
| Equipo      | 1 | 2 | 3 | 4 | 5 | 6 | 7 | 8 | 9 | C | H | E |
| ----------- | - | - | - | - | - | - | - | - | - | - | - | - |
| Baltimore   | 3 | 1 | 0 | 1 | 0 | 0 | 0 | 0 | 0 | 5 | 9 | 0 |
| Los Angeles | 0 | 1 | 1 | 0 | 0 | 0 | 0 | 0 | 0 | 2 | 3 | 0 |

LG: Moe Drabowsky (1–0)  LP: Don Drysdale (0–1)  
HRs:  BAL – Frank Robinson (1), Brooks Robinson (1)  LAD – Jim Lefebvre (1)

### Juego 2
| Equipo      | 1 | 2 | 3 | 4 | 5 | 6 | 7 | 8 | 9 | C | H | E |
| ----------- | - | - | - | - | - | - | - | - | - | - | - | - |
| Baltimore   | 0 | 0 | 0 | 0 | 3 | 1 | 0 | 2 | 0 | 6 | 8 | 0 |
| Los Angeles | 0 | 0 | 0 | 0 | 0 | 0 | 0 | 0 | 0 | 0 | 4 | 6 |

LG: Jim Palmer (1–0)  LP: Sandy Koufax (0–1)  

### Juego 3
| Equipo      | 1 | 2 | 3 | 4 | 5 | 6 | 7 | 8 | 9 | C | H | E |
| ----------- | - | - | - | - | - | - | - | - | - | - | - | - |
| Los Angeles | 0 | 0 | 0 | 0 | 0 | 0 | 0 | 0 | 0 | 0 | 6 | 0 |
| Baltimore   | 0 | 0 | 0 | 0 | 1 | 0 | 0 | 0 | X | 1 | 3 | 0 |

LG: Wally Bunker (1–0)  LP: Claude Osteen (0–1)  
HRs:  BAL – Paul Blair (1)

### Juego 4
| Equipo      | 1 | 2 | 3 | 4 | 5 | 6 | 7 | 8 | 9 | C | H | E |
| ----------- | - | - | - | - | - | - | - | - | - | - | - | - |
| Los Angeles | 0 | 0 | 0 | 0 | 0 | 0 | 0 | 0 | 0 | 0 | 4 | 0 |
| Baltimore   | 0 | 0 | 0 | 1 | 0 | 0 | 0 | 0 | X | 1 | 4 | 0 |

LG: Dave McNally (1–0)  LP: Don Drysdale (0–2)  
HRs:  BAL – Frank Robinson (2)
|                                                           |
| Campeón de las Grandes Ligas Baltimore Orioles 1.º título |